# 旅立ちの前に
「旅立ちの前に」は、WANIMAの楽曲。2021年4月28日にunBORDEから6作目の配信限定シングルとしてデジタルリリースされた。

## 概要
- 前作『Chilly Chili Sauce』から約2週間振りのリリース。
- 表題曲「旅立ちの前に」は、福岡ソフトバンクホークスが九州を元気にする活動「ファイト！九州」のテーマソングである[4]。
- 本曲は、2021年3月26日に行われた、福岡ソフトバンクホークスの2021シーズン福岡PayPayドーム開幕戦（対千葉ロッテマリーンズ）の試合前セレモニーにWANIMAが出演[6]した際に、サプライズで披露された[7]。
- 「ファイト！九州」は、2016年4月に発生した熊本・大分地震の災害復興支援を目的として立ち上げたプロジェクトで、2017年7月九州北部豪雨の被災地へのサポートなど、九州に根ざしたプロ野球球団として被災地への支援を積極的に行っており、2020年のコロナ禍で明るい話題が少なくなった社会状況の中で、復興支援に限らず「九州を元気にする」というテーマを掲げているプロジェクトであり、この想いに共感し、書き下ろしされた[4]。
- 楽曲を制作したKENTAは、「開幕戦を盛り上げるためにPayPayドームでWANIMAの音を鳴らせたこと、喜ばしい限りです。ファイト！九州の為に、書き下ろした新曲「旅立ちの前に」を初披露させて頂きました。地元九州から全国へ沢山の方々に届いてほしいです。」とコメントしている[4]。

## 収録曲
1. 旅立ちの前に
作詞・作曲：KENTA
編曲：WANIMA
  - 「ファイト！九州」テーマソング